# Великое Чилийское землетрясение
Великое Чилийское землетрясение (иногда — Вальдивское землетрясение, исп. Terremoto de Valdivia) — сильнейшее землетрясение в истории наблюдений землетрясений на планете, моментная магнитуда — по разным оценкам от 9,3 до 9,5, произошло 22 мая 1960 года в 19:11 UTC в Чили. Поскольку локальная магнитуда этого землетрясения составляла 8,4—8,5, то в 1970-х—1980-х годах оно не считалось сильнейшим в истории наблюдений.
Эпицентр располагался возле города Вальдивия (38°16′ ю. ш. 73°03′ з. д.) в 745 км южнее Сантьяго. Волны возникшего цунами достигали высоты около 10 м и нанесли значительный ущерб городу Хило на Гавайях примерно в 10 000 км от эпицентра, остатки цунами достигли берегов Филиппин и Японии.
Сильные толчки потрясли территорию в 200 тысяч км2. Главный удар с магнитудой по шкале Канамори 9,5 и серия повторных толчков унесли жизни более 5700 человек и оставили без крова ещё около ста тысяч людей. Уничтожено около 20 % промышленного потенциала Чили. После основного толчка серия более слабых землетрясений прокатилась по территории Чили вплоть до Огненной Земли. Непрекращающимися землетрясениями, извержениями вулканов и гигантскими цунами было опустошено более 100 000 км2 сельской местности в Андах. Города Консепсьон, Вальдивия, Осорно и Пуэрто-Монт были почти полностью разрушены. Вскоре после главного толчка начался отлив, сменившийся перемещающимся со скоростью около 800 км/час цунами. Оно обрушилось на прибрежную линию Чили волнами высотой до десяти метров и сровняло с землёй рыбацкие деревни Аноуд, Лебу и Квелин. Ряд мелких прибрежных городков и поселений в Чили были полностью уничтожены. Были смыты все строения и дороги в городах Пуэрто-Сааведра и Пуэрто-Монт, а часть домов была отброшена вглубь материка на три километра. Отхлынув, волна двинулась в противоположном направлении и достигла берегов Японии. Здесь от цунами погибло 150 человек. Было разрушено шесть тысяч и затоплено сорок тысяч зданий. Спустя 15 часов после землетрясения цунами достигло гавани Хило, пройдя путь в 10 000 км со скоростью около 700 км/ч. Затем волны цунами достигли Калифорнии, удалённой от Чили на 9 тысяч км.
Количество жертв составило около 6 тысяч человек, причём основная часть людей погибла от цунами. Одного ребенка возрастом 5 лет принесли в жертву в поселении мапуче, утопив в море, в надежде успокоить стихию. Виновные были судимы и получили не более 2 лет, с пояснением от судьи, что люди действовали из страха и в соответствии со своими культурными и религиозными убеждениями.
Ущерб в ценах 1960 года составил около полумиллиарда долларов.
Анализом сейсмоданных от землетрясения удалось экспериментально обнаружить астеносферу.

## Стихийные бедствия
Вызванные землетрясением цунами затронули юг Чили, Гавайи, Японию, Филиппины, Китай, восточную часть Новой Зеландии, юго-восток Австралии и Алеутские острова. Некоторые локальные цунами обрушились на чилийское побережье с огромной силой, волны достигали до 25 м в высоту. Основное цунами пересекло Тихий океан со скоростью несколько сотен км/ч и разрушило Хило, Гавайи, убив 61 человека. Большинство смертей, связанных с цунами, в Японии произошло в северо-восточном районе Санрику острова Хонсю.
Чилийское побережье было разрушено цунами от острова Моча (38° южной широты) до региона Айсен (45° южной широты). На юге Чили цунами привело к огромным человеческим жертвам, повреждению портовой инфраструктуры и гибели многих малых судов. Дальше к северу порт Талькауано особо не пострадал, только немного от наводнения. Некоторые буксиры и небольшие парусники застряли на острове Рокуант недалеко от Талькауано.
После землетрясения 21 мая в Консепсьоне люди в Анкуде искали убежище в лодках. Полицейский катер Глория тащил несколько лодок на тросе, но в начале второго землетрясения 22 мая море отступило и Глорию выбросило на мель между Серро-Гуайгуэн и островом Кочинос. Затем Глорию и остальные лодки накрыла волна цунами.
Вся новая инфраструктура небольшого порта Баия-Манса была разрушена цунами, которое достигло там высоты до 10 метров над уровнем моря.

### Оползни
Землетрясение вызвало многочисленные оползни, в основном в ледниковых долинах южных Анд. В Андах большинство оползней произошло на покрытых лесом горных склонах вокруг разлома Ликинь-Офки. Эти оползни не привели к многочисленным человеческим жертвам и значительным экономическим потерям, потому что большая часть территорий была необитаемой и через них проходили только второстепенные дороги.